# Remote Center of Compliance

Ein Remote Center of Compliance gibt bei einem Einfügevorgang translatorischen und rotatorischen Abweichungen nach.

Ein Remote Center of Compliance (auch Remote-Center Compliance oder RCC) ist ein passives nachgiebiges Ausgleichselement an Greifrobotern und Manipulatoren. Es dient als Fügehilfe, z. B. für das Einstecken von Bolzen, kommt ohne zusätzliche Sensoren oder Messsysteme aus und ermöglicht einem Industrieroboter, kleine Positions- und Winkelfehler auszugleichen (Werte s. u.).
Weitere passive Fügehilfen sind z. B. die Vibration oder eine schwimmende Lagerung (arretierbares Luftlager).
Das RCC-Modul zählt als Roboterzubehör und wird zwischen dem Roboterhandgelenk und dem Greifwerkzeug eingefügt. Die Nachgiebigkeit bekommt es durch die Verwendung von Elastomergelenken oder mechanischen Federkonstruktionen. RCC benötigen außerdem Fügehilfsflächen, z. B. eine Fase (Abschrägung) an der Eintrittsöffnung oder einen angespitzten Bolzen. Ein Instrumented Remote Center of Compliance (IRCC) enthält zusätzlich optische Sensoren, welche die Deformation der Elastomerelemente registrieren.
Mit RCCs können ausgeglichen werden:
- Positionsungenauigkeiten von ca. ± 3 mm
- Winkelungenauigkeiten von ca. ± 2°.

Je nach Modell ermöglicht dies einen Ausgleich in allen drei translatorischen und rotatorischen Achsen (entspricht sechs verschiedenen Freiheitsgraden der Bewegung). Im Ergebnis benötigt der Industrieroboter weniger Kraft für solche Montageaufgaben, verliert jedoch seine Positionstreue in mehreren Achsen.
Das erste RCC-Modul wurde im US-amerikanischen Charles Stark Draper Labor entwickelt und im Jahre 1976 patentiert.

## Bauformen
- Bei der einfachste Bauform, die nur bei kleinen Massen und langsamen Bewegungsabläufen eingesetzt wird, sind zwei Flansche durch mehrere Elastomerelemente verbunden. Diese bestehen aus vielen sich abwechselnden dünnen Elastomer- und starren Schichten, z. B. dünnen Metallplättchen. An der Längsseite befestigte starre Elemente (wie im Bild gezeigt) verhindern eine Dehnung der Elastomere, erlauben jedoch eine Verschiebung der einzelnen Schichten gegeneinander.

Bei höheren Teilgewichten und schnellen Verfahrbewegungen sollten aus Stabilitätsgründen möglichst viele solcher Elastomerelemente innerhalb des RCC-Moduls verwendet werden.
- Bei kurzen Taktzeiten und großen zu bewegenden Massen sollten zusätzliche Überlastbolzen ein zu starkes Auslenken sowohl beim Fügen als auch beim Heranführen begrenzen. Die Nachgiebigkeit kann durch einen integrierten Pneumatikzylinder arretiert werden.
- Ein zusätzlicher Mechanismus aus bis zu vier Gelenken kann eine Drehung um die Fügeachse bei Einwirken von Torsionsmomenten verhindern. Diese Bauform sollte eingesetzt werden, wenn Trägheitskräfte bei schnellen Dreh- und Schwenkbewegungen zu starken Torsionsmomenten führen, oder wenn eine Übertragung von Torsionsmomenten beim Fügen gefordert ist, z. B. bei einer Verschraubung.

## Anwendungen
Ein typisches Anwendungsgebiet ist das Einstecken von Bolzen in Bohrungen:
Ein Roboter bewegt seinen Greifer, mit dem er den leicht angespitzten Bolzen hält, wie in nebenstehender Abbildung über ein leicht gesenktes Loch, in das der Bolzen eingefügt werden soll. Wurde die Einfügeposition nicht zu 100 % erreicht, so kann der Bolzen trotzdem gerade in das Loch eingeführt werden, ohne dass er sich verkantet, da das RCC-Modul die Ungenauigkeit so ausgleicht, dass es keine Verkippung zulässt, sondern nur eine laterale Verschiebung.
Ein weiteres Anwendungsgebiet ist die automatische Bestückung von Leiterplatten bei der Durchsteckmontage.